# Batheaston
Batheaston is een civil parish in het bestuurlijke gebied Bath and North East Somerset, in het Engelse graafschap Somerset met 2735 inwoners.
Solsbury Hill De eerste hit van Peter Gabriel nadat hij de groep Genesis heeft verlaten, een onderwerp dat in het nummer terug te horen is. 'Solsbury Hill' ligt in de buurt van de Batheaston, niet ver van Bath, waar Gabriel in zijn jeugd graag wandelde.
Little Solsbury Hill (beter bekend als Solsbury Hill) is een kleine platte heuvel en de locatie van een heuvelfort uit de ijzertijd. Hij bevindt zich boven het dorp Batheaston in Somerset, Engeland. De heuvel is een van de verscheidene locaties waar  de Slag om Badon plaatsvond, en toont de overblijfselen van een middeleeuws systeem van afgebakende akkers.
https://www.nationaltrust.org.uk/bath-skyline/features/little-solsbury-hill

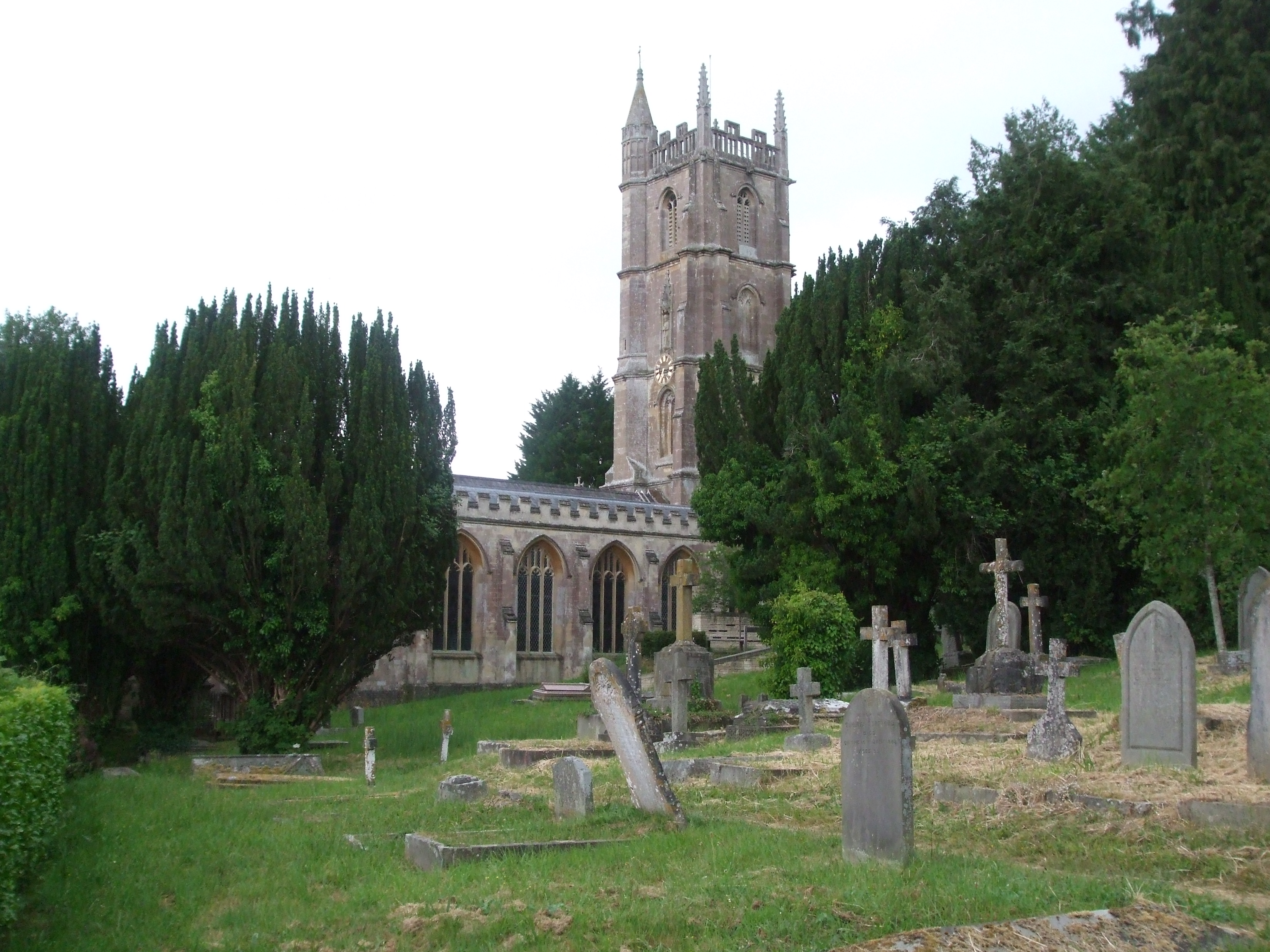
Kerk St. John the Baptist